# Nrc.next
nrc.next ist eine niederländische überregionale Tageszeitung mit Redaktionssitz in Rotterdam. Die Zeitung erscheint montags bis samstags im Tabloid-Format. Herausgeber der Zeitung ist De Persgroep Nederland. Die bezahlte Auflage betrug im ersten Quartal 2008 64.715 Exemplare. Chefredakteur ist Peter Vandermeersch.
nrc.next ist ein Ableger des NRC Handelsblad. Der augenfälligste Unterschied ist das Format (Tabloid statt Broadsheet), zudem ist nrc.next eine Morgenzeitung. Hinzu kam das Fehlen einer Samstagsausgabe in den ersten Jahren.

## Geschichte
Seit dem Jahrtausendwechsel ist die Auflage des NRC Handelsblad durch die neue Konkurrenz in Form des Internets und den seit 1999 auf den Markt gekommenen Gratiszeitungen wie metro und Sp!ts beständig gefallen. Die jüngere Generation greift nicht mehr so selbstverständlich zu den traditionellen Tageszeitungen wie ihre Vorgängergenerationen. Um auch wieder solche Menschen zu erreichen, wurde nrc.next konzipiert. Die erste Ausgabe erschien am 15. März 2006. Seit dem 12. Oktober 2013 erscheint die Zeitung auch samstags.

## Konzeption
nrc.next soll nicht einfach eine „Light“ Version des NRC Handelsblad sein, sondern eine andere Herangehensweise an Nachrichten bieten. Ein Teil der Artikel erscheint in beiden Zeitungen, weshalb auch der Verlag selbst zunächst von einem gleichzeitigen Abonnement abriet. Einige für jüngere Menschen relevante Themen werden stärker in den Vordergrund gestellt (Karriere, Lifestyle), während andererseits davon ausgegangen wird, dass die Leser zum großen Teil die Nachrichten schon aus anderen Medien bezogen haben und daher auf Analyse, Kommentare und Kolumnen gesetzt wird. Ein Beispiel für letzteres ist Jan Blokker, der zuvor seit 1968 Kolumnist für de Volkskrant war und im Juli 2006 zu nrc.next wechselte.

## Weiterführende Informationen